# Geografia dell'Indonesia

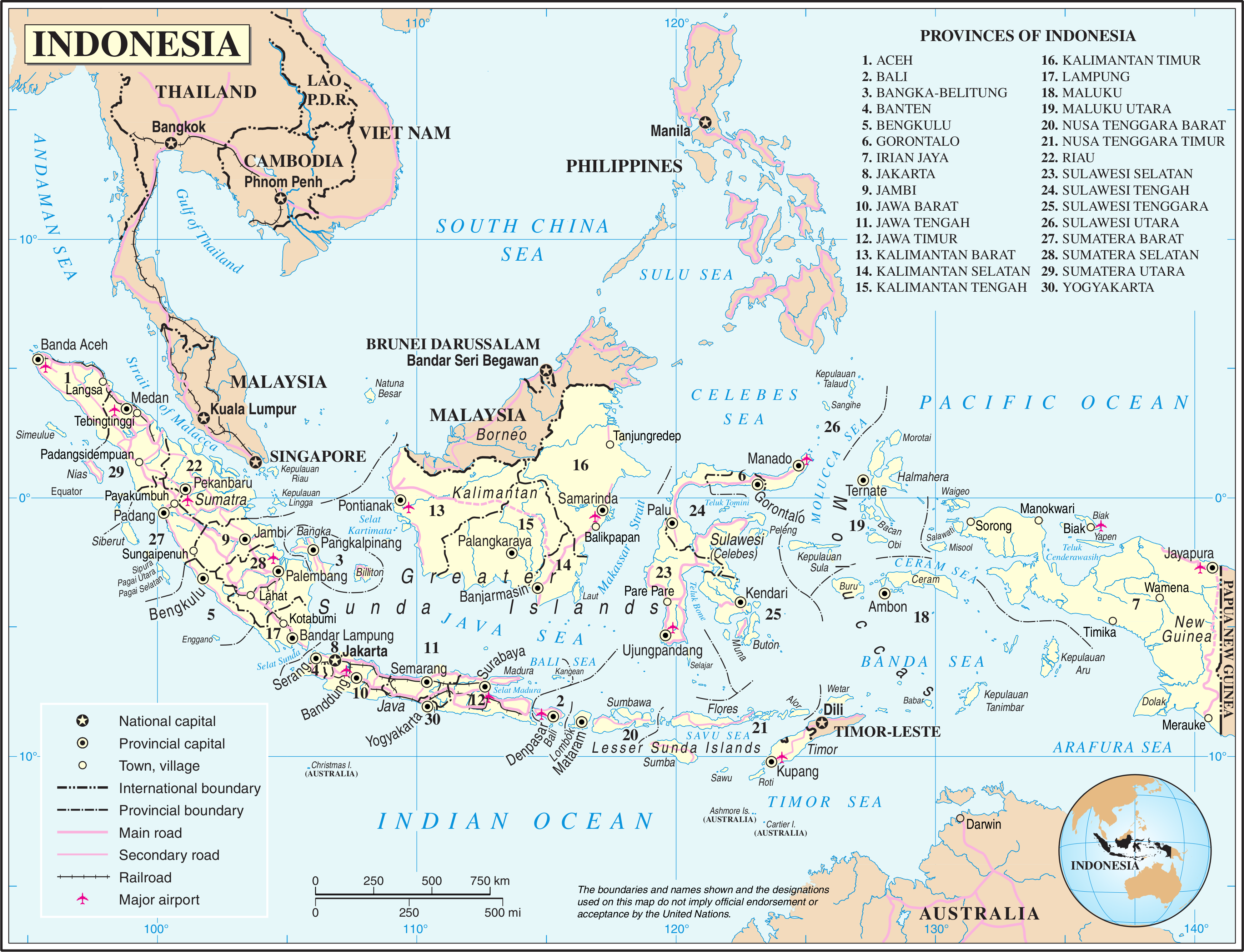
Carta dell'Indonesia.

L'Indonesia è un paese situato al largo delle coste del Sud-est asiatico continentale, tra gli oceani Indiano e Pacifico. È un arcipelago, il più grande del mondo, che si estende lungo l'Equatore su una distanza pari ad un ottavo della circonferenza della Terra. Le isole che ne fanno parte possono essere suddivise in Grandi Isole della Sonda - Sumatra (Sumatera), Giava (Jawa), la parte meridionale del Borneo (Kalimantan) e Sulawesi (Sulawesi); Piccole Isole della Sonda (Nusa Tenggara) - Bali e una catena di isole che si estendono verso est fino a Timor; le Molucche (Maluku) - tra Sulawesi e l'isola della Nuova Guinea; e la parte occidentale della Nuova Guinea (generalmente conosciuta come Papua). La vecchia capitale, Giacarta, è situata nei pressi della costa nord-occidentale di Giava e sarà rimpiazzata nel 2024 da Nusantara nel Borneo. Agli inizi del XXI secolo l'Indonesia era il paese più popoloso del Sud-est asiatico e il quarto paese più popoloso del mondo.
L'Indonesia è il paese più grande del Sud-est asiatico, e nei suoi punti massimi si estende da est ad ovest per circa 5100 km e da nord a sud per 1800 km. Condivide un confine con la Malaysia nella parte settentrionale del Borneo e con la Papua Nuova Guinea nel centro della Nuova Guinea. L'Indonesia è costituita da circa 17.500 isole, delle quali più di 15.000 sono disabitate. Sumatra, Kalimantan e la Nuova Guinea occidentale costituiscono quasi i tre quarti della superficie dell'Indonesia; Sulawesi, Giava e le Molucche costituiscono la maggior parte della superficie rimanente.

## Morfologia

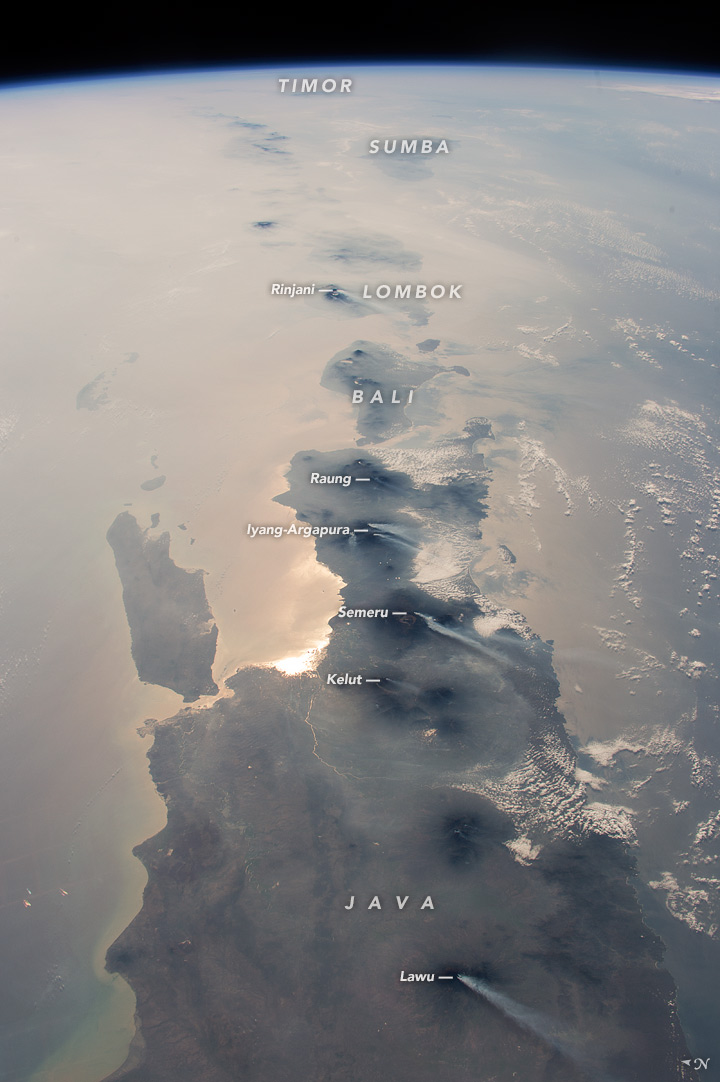
Le Piccole Isole della Sonda viste dalla Stazione spaziale internazionale. Sono visibili sei vulcani attivi.

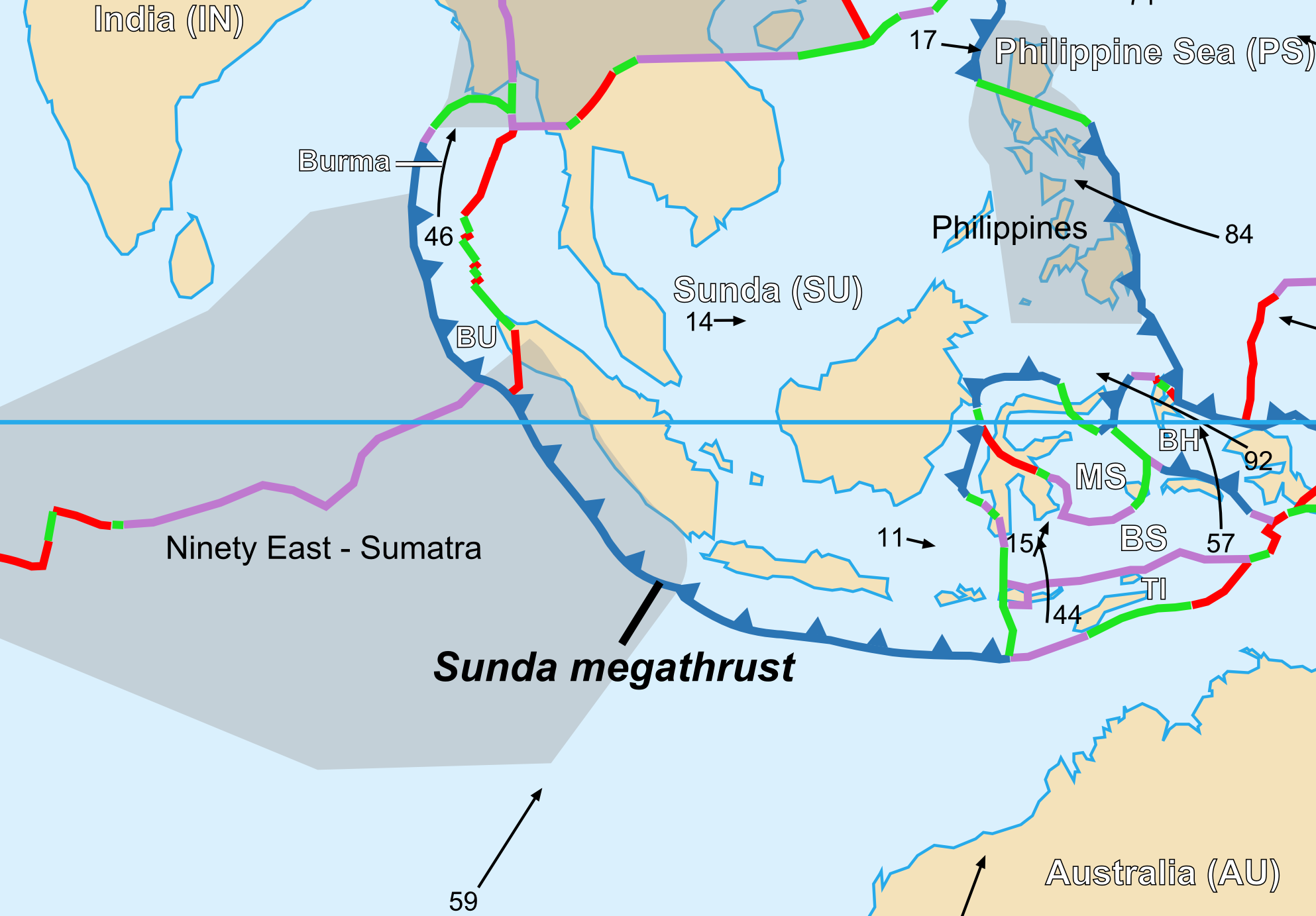
Le placche tettoniche al di sotto dell'Indonesia.

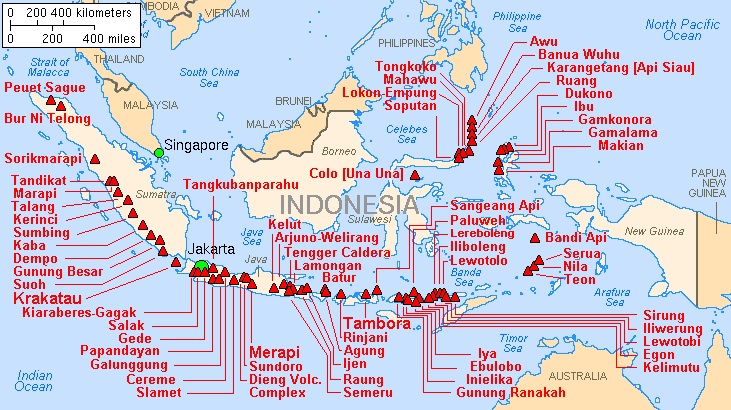
Carta dei vulcani dell'Indonesia.

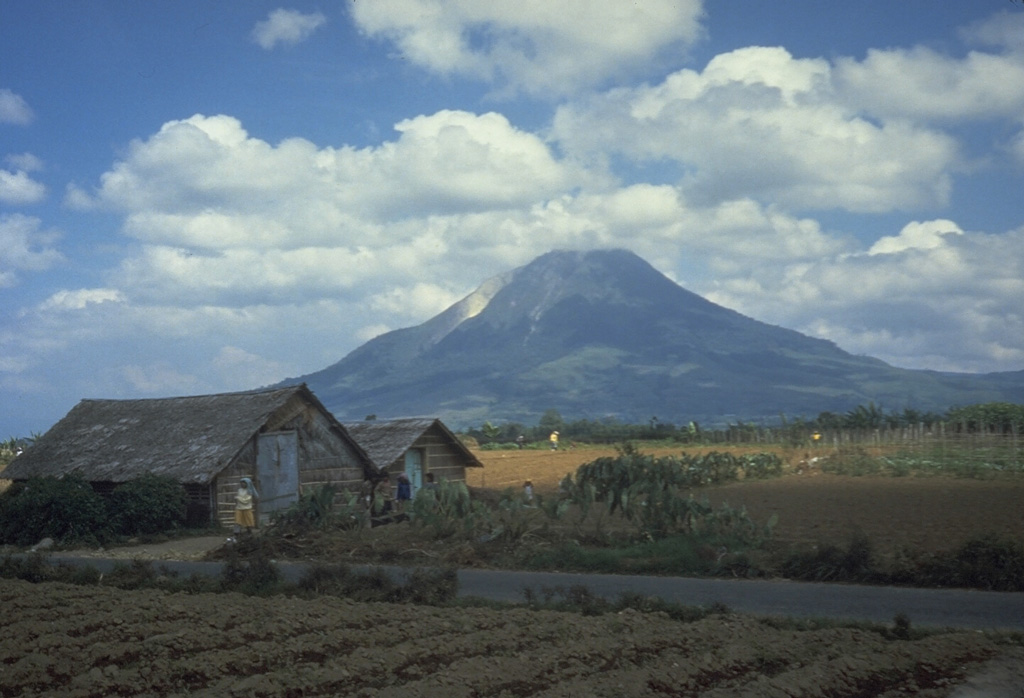
Il monte Sinabung (Sumatra).

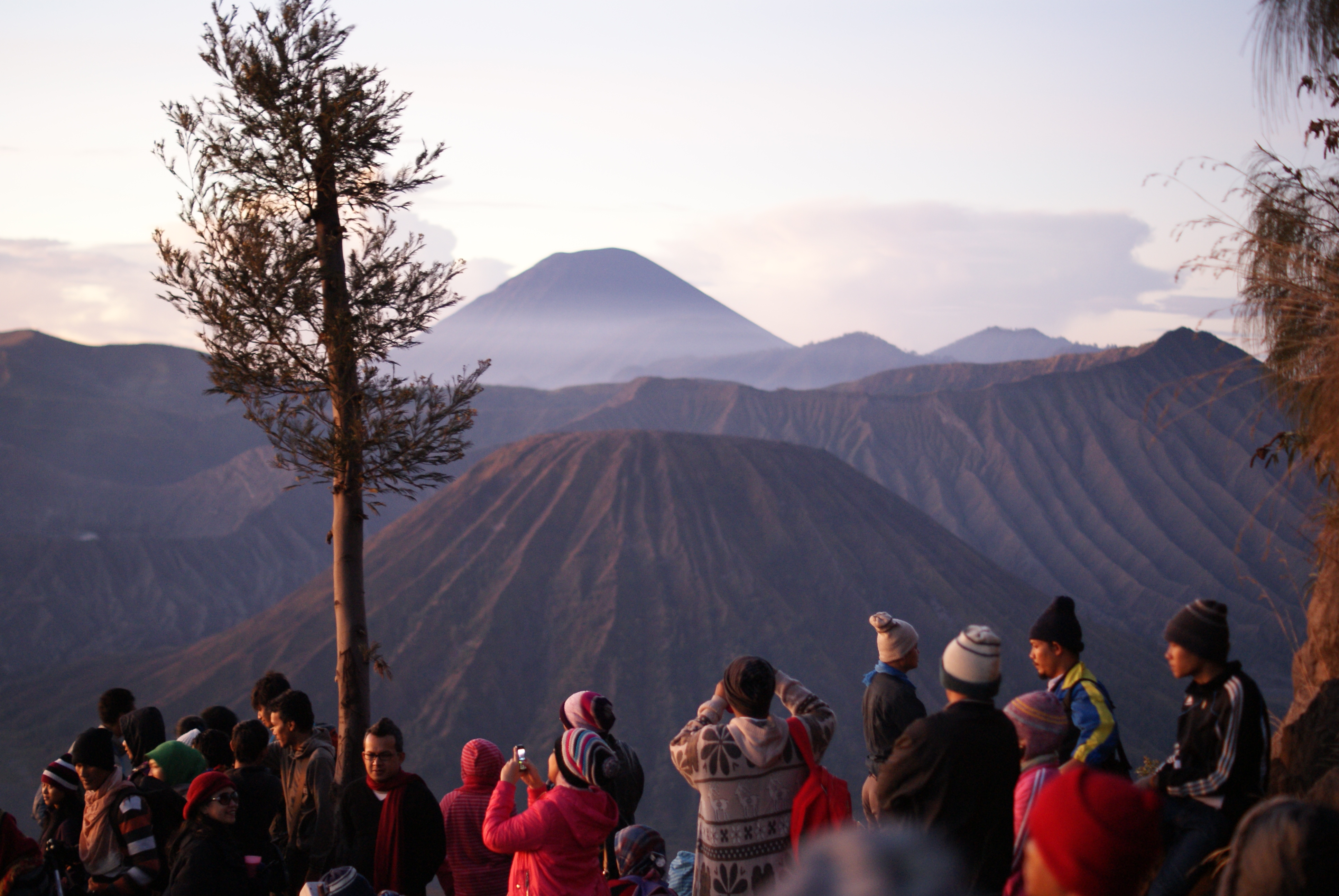
Il monte Bromo (Giava).

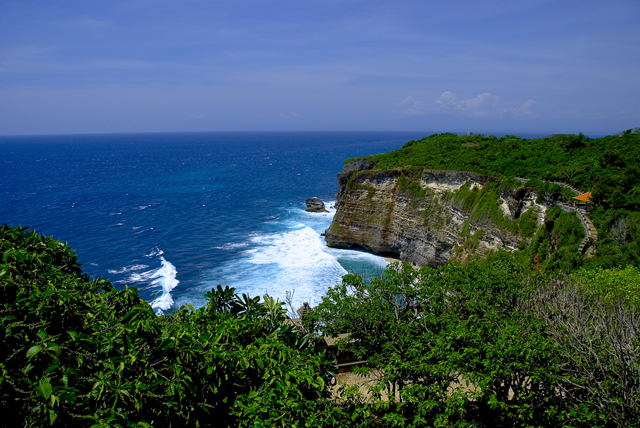
Scogliere a Bali.

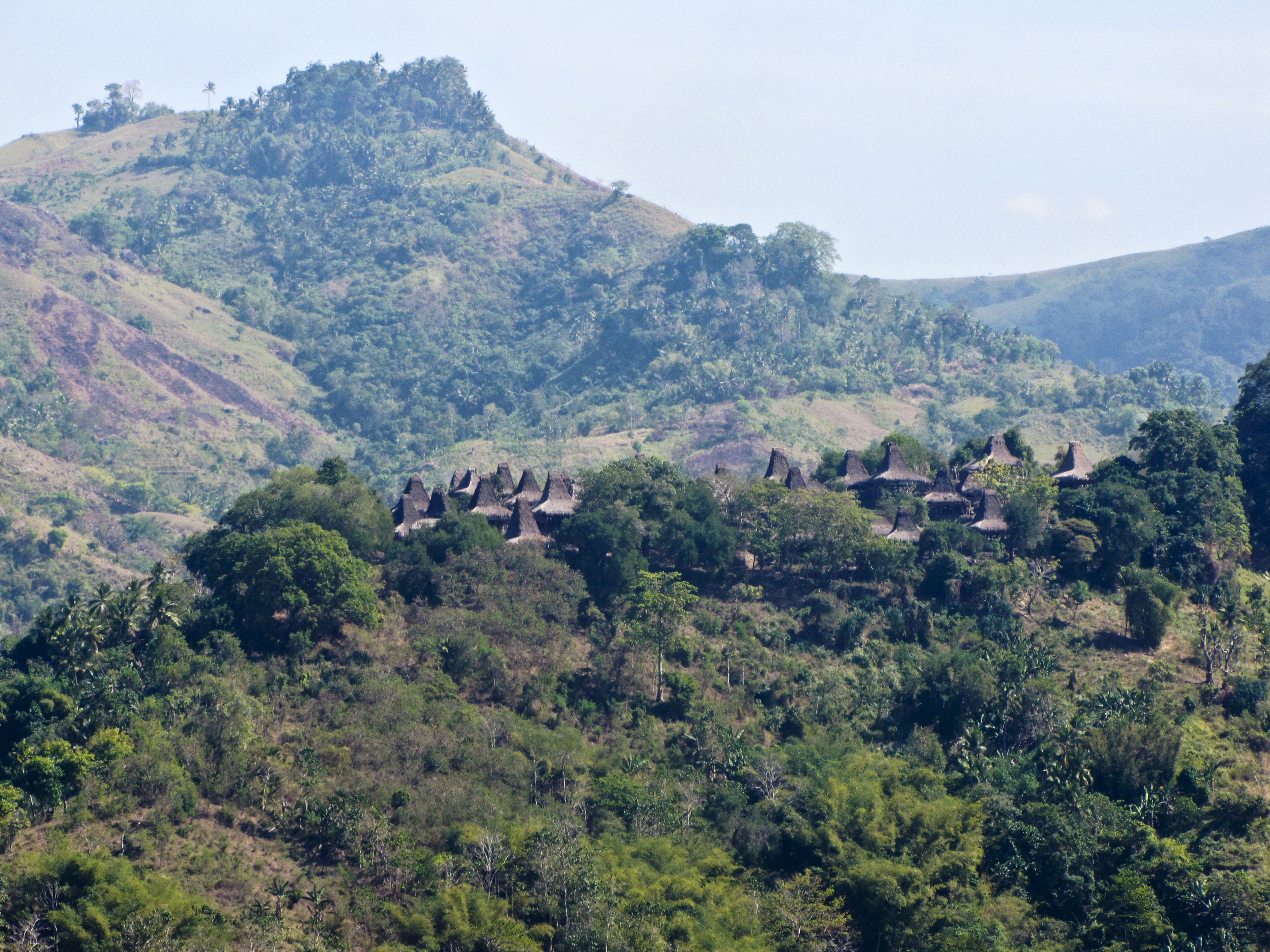
Un villaggio a Sumba.

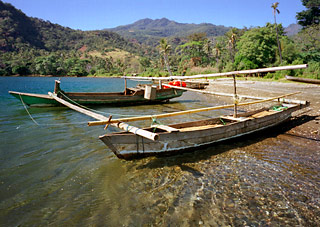
L'isola di Flores.

Le maggiori isole indonesiane sono caratterizzate da montagne vulcaniche ricoperte da folte foreste nell'interno che digradano verso pianure costiere ricoperte da fitte paludi alluvionali che, a loro volta, cedono il passo a mari poco profondi e a barriere coralline. Sotto questa superficie la struttura fisica unica e complessa dell'Indonesia include il punto in cui si congiungono tre grandi sezioni della crosta terrestre, come testimonia una complicata serie di piattaforme, catene montuose vulcaniche e fosse oceaniche. L'isola del Borneo e l'arco insulare che comprende Sumatra, Giava, Bali e le Piccole Isole della Sonda sono situati sulla piattaforma della Sonda, un prolungamento meridionale della massa continentale dell'Asia. La piattaforma è delimitata a sud e ad ovest da fosse oceaniche, come la fossa di Giava (circa 7450 m nel suo punto più profondo), che formano il vero e proprio confine continentale. La Nuova Guinea e le isole adiacenti, inclusa forse l'isola di Halmahera, sono situate sulla piattaforma di Sahul, che è un prolungamento nord-occidentale della massa continentale australiana; la piattaforma è delimitata a nord-est da una serie di fosse oceaniche e a nord-ovest, oltre che da fosse, anche da una catena di barriere coralline e da una serie di dorsali sottomarine. La terza unità della crosta terrestre in Indonesia è costituita da un prolungamento della cintura montuosa che forma il Giappone e le Filippine; essa corre verso sud tra il Borneo e la Nuova Guinea e ad essa si associano vulcani a Celebes e nelle Molucche e fosse oceaniche nelle acque circostanti.
Le relazioni che intercorrono tra queste tre masse di terra non sono state ancora comprese del tutto. Gli attuali confini tra terra e mare sono un po' fuorvianti, poiché i mari che si trovano sulle piattaforme della Sonda e di Sahul sono poco profondi e hanno un'origine geologica recente; essi poggiano sulla massa continentale piuttosto che su un vero e proprio fondale oceanico. La piattaforma della Sonda nelle vicinanze del mare di Giava ha un rilievo relativamente pianeggiante, comprende alcune barriere coralline e non è vulcanica. Il sistema montuoso che si allunga attraverso i mari Cinese Meridionale e di Celebes che forma il margine esterno della massa continentale asiatica, tuttavia, pur appartenendo sempre a questa piattaforma, è caratterizzato da un rilievo accentuato ed è una delle zone vulcaniche più attive del mondo.
Il versante esterno (meridionale) della catena di isole che si estende da Sumatra, attraverso Giava, alle Piccole Isole della Sonda forma il bordo principale della massa terrestre del Sud-est asiatico. È caratterizzato da vulcani attivi, ed è delimitato a sud e ad ovest da una serie di profonde fosse oceaniche. Lungo il versante interno (settentrionale) delle isole, le montagne vulcaniche digradano verso paludi, pianure e il poco profondo mare di Giava. Questo mare riparato si è formato alla fine del Pleistocene (circa 12.000 anni fa), e probabilmente, in periodi precedenti, era attraversato da antichi ponti di terra, che facilitarono la migrazione di piante ed animali dal continente asiatico.

### Le isole della piattaforma della Sonda
Il Borneo è la terza isola più grande del mondo e l'isola principale della piattaforma della Sonda. Il monte Kinabalu, la cima più elevata dell'arcipelago del Sud-est asiatico, non ricade attualmente entro i confini dell'Indonesia. Esso si innalza fino a 4101 m nell'angolo nord-orientale dell'isola, nello Stato malese del Sabah. Tuttavia, il rilievo dell'isola supera raramente i 1700 m di altitudine, e la maggior parte dell'isola giace al di sotto dei 300 m. La sua struttura morfologica non appare così ben definita come quella delle isole adiacenti, malgrado un ampio sistema montuoso (quello che comprende il monte Kinabalu) corra all'incirca da nord-est a sud-ovest. Il Kalimantan, comprendente circa i tre quarti dell'isola, è costituito per lo più da pianure ondulate, con paludi alluvionali in prossimità della costa e montagne ricoperte da foreste nel cuore interno.
L'arcipelago delle Riau è situato ad est di Sumatra, vicino allo sbocco meridionale dello stretto di Malacca. Queste isole hanno un nucleo granitico e possono essere considerate un'estensione fisica della penisola malese. Fatta eccezione per alcuni altopiani nelle regioni occidentali e meridionali, le isole del gruppo delle Riau sono costituite generalmente da pianeggianti terreni paludosi.
Sumatra è situata a cavallo dell'Equatore, allungandosi da nord-ovest a sud-est per più di 1600 km, ed ha una larghezza massima (tenendo conto anche delle isole che sorgono lungo le sue coste) di circa 525 km. Essa è fiancheggiata lungo il suo margine esterno (occidentale) da una cintura di isole non vulcaniche, a cui appartengono Simeulue, Nias e il gruppo delle Mentawai, nessuna delle quali densamente popolata. L'isola di Sumatra può essere suddivisa in quattro regioni principali: la stretta pianura costiera lungo il litorale occidentale; i monti Barisan, che si estendono attraverso l'intera lunghezza dell'isola in prossimità delle sue coste occidentali e comprendono un certo numero di vulcani attivi; una zona interna non vulcanica di basse colline che digradano verso la stabile piattaforma continentale asiatica; e l'ampia pianura alluvionale, che giace non oltre i 30 m sopra il livello del mare, che costituisce la metà orientale dell'isola. Gran parte della pianura orientale è ricoperta da una foresta paludosa difficile da penetrare.
Giava è lunga circa 1060 km ed ha una larghezza massima di circa 200 km. Le sue caratteristiche fisiche non sono così ben definibili come quelle di Sumatra, poiché la piattaforma continentale si inabissa rapidamente nelle acque dell'oceano Indiano nella parte meridionale dell'isola. Giava può essere suddivisa in cinque regioni fisiografiche latitudinali. La prima regione, una serie di piattaforme calcaree, si estende lungo la costa meridionale; in alcune aree le piattaforme formano una regione carsica (caratterizzata da inghiottitoi intervallati da creste scoscese, rocce irregolari, caverne e torrenti sotterranei) profondamente erosa che rende difficile gli spostamenti e l'insediamento umano. Una fascia montuosa situata subito a nord, nel settore occidentale dell'isola, forma la seconda regione; essa è in parte composta da sedimenti derivanti dall'erosione dei vulcani e comprende un gran numero di bacini alluvionali intensamente coltivati, specialmente attorno alle città di Bandung e di Garut. La fascia di vulcani che corre attraverso il centro dell'isola costituisce la terza regione; essa contiene circa 50 coni attivi e quasi 20 vulcani che hanno eruttato dall'inizio del XX secolo. Una fascia alluvionale settentrionale, la quarta regione, si allunga attraverso la piattaforma della Sonda verso il mare, protendendosi in esso attraverso formazioni deltizie, la cui costruzione è particolarmente intensa durante i periodi di attività vulcaniche. Questa regione alluvionale spesso si spinge con i suoi prolungamenti nell'interno, addirittura fino alla costa meridionale nel settore centrale dell'isola. Infine, troviamo una seconda piattaforma calcarea lungo la costa settentrionale di Madura (un'isola al largo delle coste nord-orientali di Giava) e la parte orientale di Giava ad essa adiacente.
Le numerose isole appartenenti al gruppo delle Piccole Isole della Sonda a est di Giava sono molto più piccole, meno densamente popolate, e meno sviluppate di Giava. La fisiografia di Bali e di Lombok è simile a quella della parte orientale di Giava. Le Piccole Isole della Sonda proseguono attraverso Sumbawa e Flores, restringendosi fino ad assumere sulla carta geografica l'aspetto di una semplice catena di isole vulcaniche che si piega verso nord-est nelle isole Banda. Lo stesso sistema vulcanico ricompare nella parte settentrionale di Celebes. Sumba e Timor formano un margine esterno (meridionale) di isole vulcaniche che ricorda la catena presso il margine occidentale della piattaforma della Sonda presso Sumatra.

### Le isole della piattaforma di Sahul

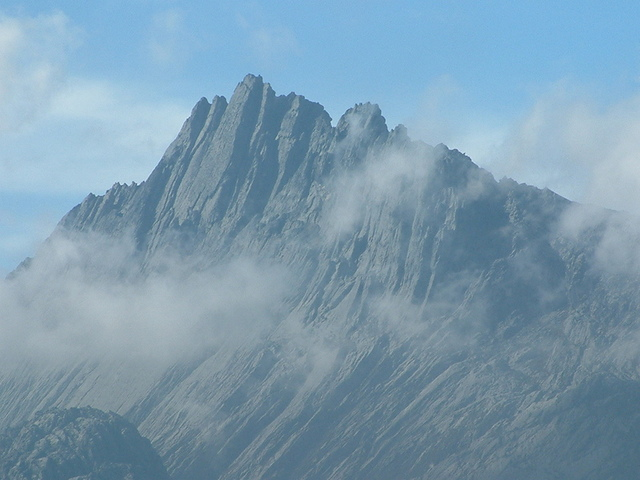
Il Puncak Jaya.

Le isole della piattaforma di Sahul sembrano avere una struttura fisiografica simile a quelle della piattaforma della Sonda. Esse comprendono le Molucche settentrionali e la Nuova Guinea. La parte occidentale della Nuova Guinea è costituita dalle province indonesiane di Papua e Papua Occidentale (Papua Barat), ridisegnate nel 2022 e che insieme formano più di un quinto della superficie totale dell'Indonesia, ma ospitano solamente una piccola percentuale della popolazione del paese. Le cinque nuove province ricoprono una remota regione con un paesaggio spettacolare e vario. Paludi di mangrovie si sviluppano lungo i litorali meridionale e occidentale, mentre i monti Maoke - che comprendono il Puncak Jaya, che con i suoi 4884 m è la vetta più elevata dell'Indonesia - formano una barriera naturale attraverso la regione centrale degli altopiani. A nord si estende una stretta pianura costiera. Gran parte della regione è ricoperta da fitte foreste.

### Celebes e le Molucche

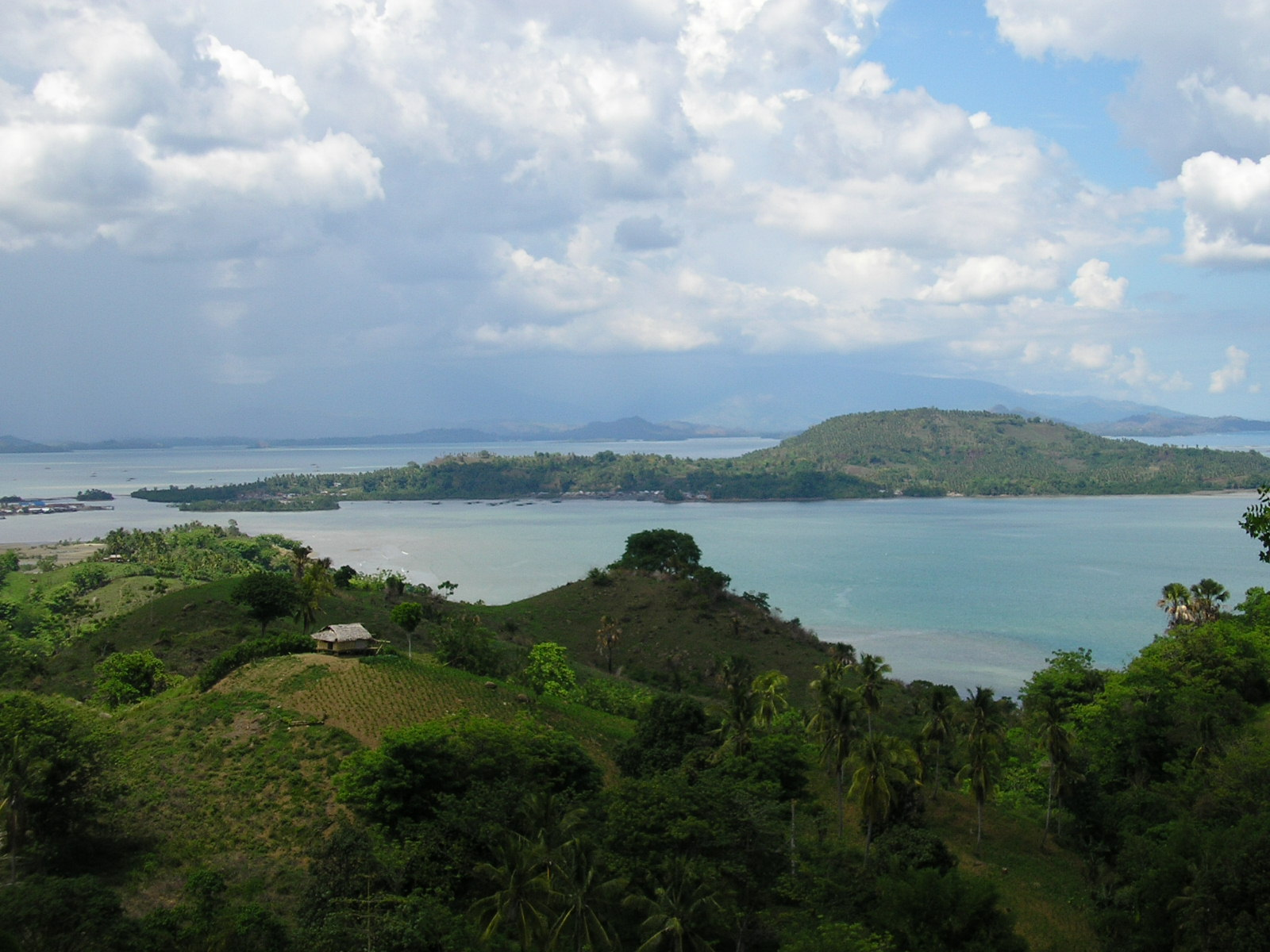
Il golfo di Gorontalo.

A Celebes sono presenti alcune vestigia geologiche che indicano che in passato l'isola è rimasta schiacciata tra le forze conflittuali delle più stabili masse circostanti delle piattaforme della Sonda e di Sahul. La sua forma complessa ricorda un po' quella di una K maiuscola, con una penisola estremamente allungata che si protende verso nord-est separandosi dall'asse generale nord-sud. Vi sono, di conseguenza, tre grandi golfi: quello di Tomini (o Gorontalo) a nord, di Tolo ad est, e di Bone a sud. Lo sviluppo costiero è lungo se rapportato alle dimensioni dell'isola. Il territorio consiste in catene di monti incise da profonde vallate di faglia, molte delle quali contengono laghi. L'isola è contornata da barriere coralline ed è delimitata da piattaforme oceaniche a sud. Il suo braccio nord-orientale, la penisola di Minahasa, è vulcanico ed ha una struttura differente dal resto dell'isola, che è costituito da un misto di rocce ignee e metamorfiche.
Le Molucche sono un gruppo di circa 1000 isole che, unite insieme, occuperebbero una superficie pari a circa due terzi di quella di Giava. L'isola di Halmahera è la più grande del gruppo, seguita da Ceram e Buru. Le Molucche sono situate nelle stessa zona geologicamente instabile di Celebes, ma le loro isole settentrionali sono più associate alla piattaforma di Sahul. L'isola di Halmahera, a nord, è vulcanica, così come le isole del mar di Banda, che sono frequentemente squassate da terremoti. La maggior parte delle isole settentrionali e centrali delle Molucche hanno una fitta vegetazione ed impervi interni montuosi dove l'altitudine supera spesso i 900 m. Un tempo note comunemente come «isole delle spezie», le Molucche - specialmente Ternate, Tidore, Ambon e le isole Banda - erano una fonte di chiodi di garofano, noce moscata e macis, in particolare durante il XVI e XVII secolo.

### Vulcani

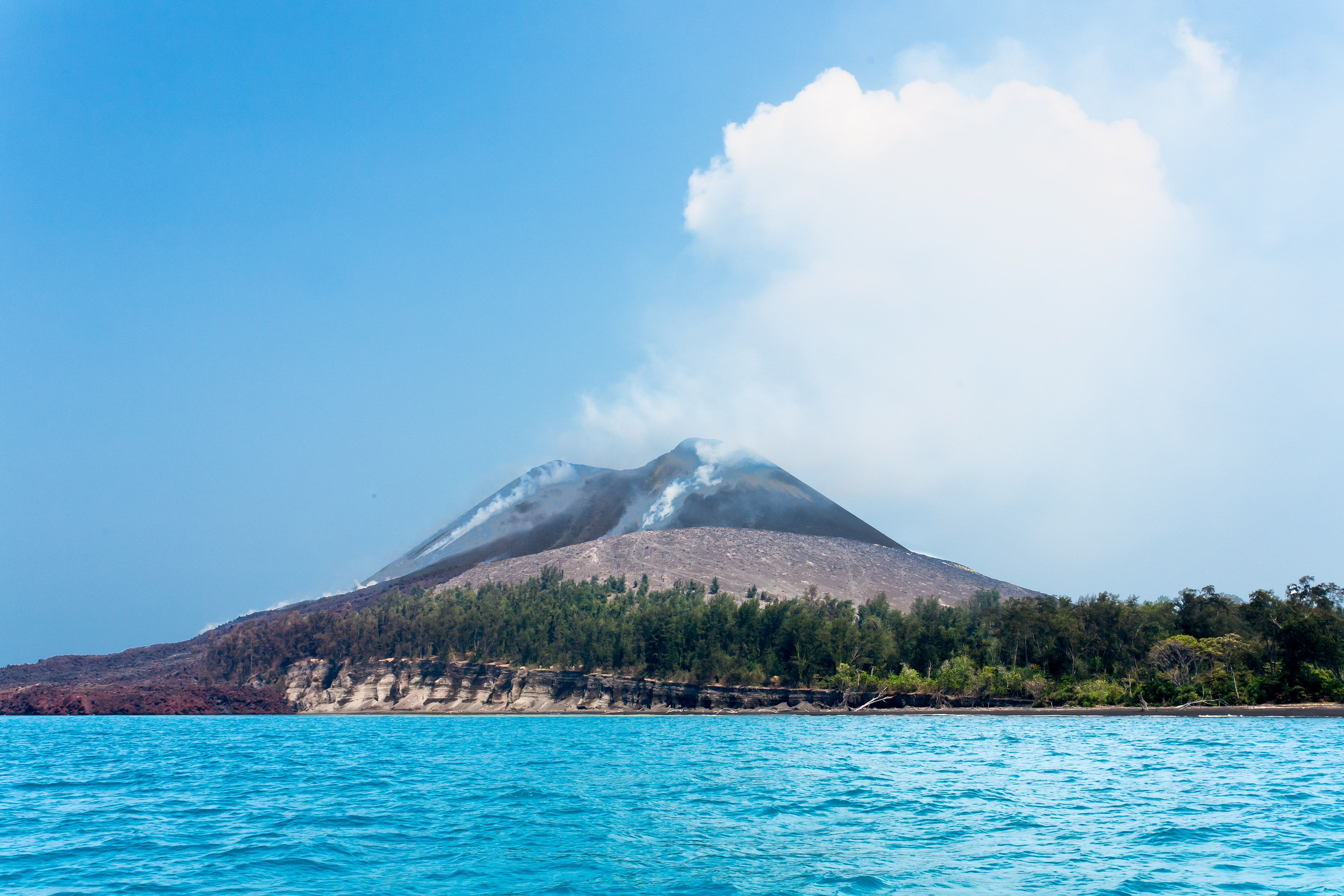
L'Anak Krakatau.

Vi sono 160 vulcani attivi in Indonesia ed altre centinaia che sono considerati estinti. Essi sono disposti su una linea a forma di mezzaluna disposta lungo il margine esterno del paese, attraverso Sumatra e Giava fino a Flores, per poi piegare a nord attraverso il mare di Banda fino a congiungersi con i vulcani della parte settentrionale di Celebes. Le eruzioni vulcaniche non sono affatto rare. Il monte Merapi, che si innalza fino a 2911 m presso Yogyakarta (Jogjakarta) nella parte centrale di Giava, erutta con frequenza - spesso provocando gravi danni a strade, campi e villaggi, ma apportando sempre grandi benefici al suolo. Il monte Kelud (1731 m), presso Kediri nella parte orientale di Giava, può essere particolarmente pericoloso, poiché durante le eruzioni l'acqua accumulata nel suo grande lago craterico viene spinta all'esterno, causando grandi colate di fango che precipitano giù verso la pianura spazzando via tutto ciò che si trova davanti a loro.
Forse il vulcano meglio conosciuto è il Krakatoa (Krakatau), situato nello stretto della Sonda tra Sumatra e Giava, che eruttò disastrosamente nel 1883. Ogni forma vivente presente sul gruppo di isole circostante venne distrutta. Le eruzioni provocarono onde di marea in tutto il Sud-est asiatico, uccidendo decine di migliaia di persone, e nuvole di cenere che fecero il giro della Terra facendo diminuire l'irradiazione solare e producendo spettacolari tramonti per più di un anno. Un altro grave evento avvenne nel 1963, quando il monte Agung a Bali eruttò violentemente dopo essere rimasto inattivo per più di 140 anni. Nel 2006 la perforazione di un pozzo petrolifero esplorativo innescò l'eruzione di un insolito vulcano di fango in una regione densamente popolata di Giava orientale. Fango caldo sgorgò copiosamente dal pozzo per alcuni giorni, inghiottendo dozzine di villaggi, ostacolando strade e ferrovie, e facendo evacuare decine di migliaia di residenti. Nel 2010 il monte Sinabung, nella parte settentrionale di Sumatra, eruttò dopo oltre 400 anni di inattività, costringendo decine di migliaia di abitanti ad abbandonare le proprie case.

## Idrografia

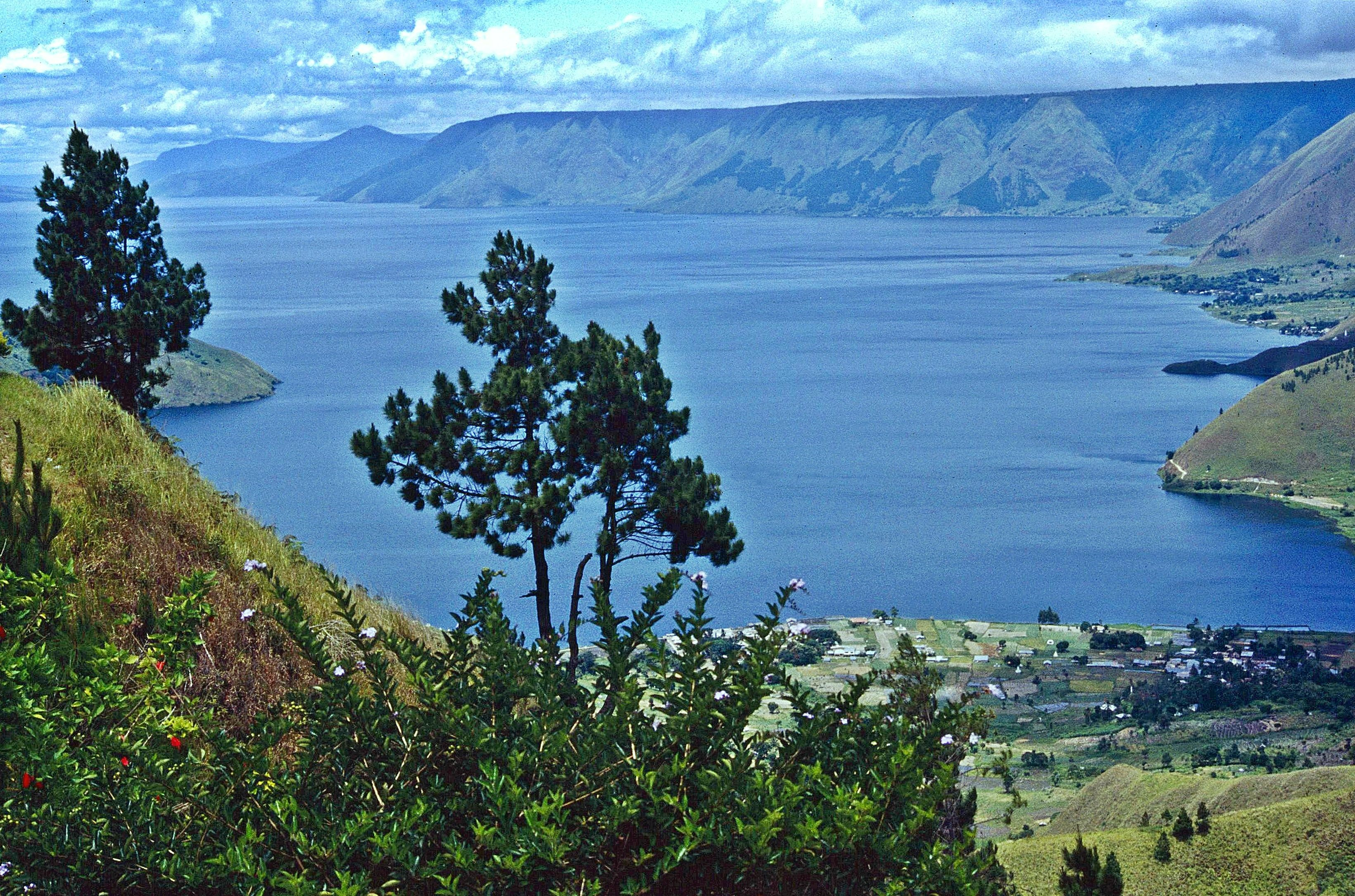
Il lago Toba.

A causa della sua insularità, l'Indonesia non ha grandi fiumi paragonabili a quelli presenti sul continente asiatico. I fiumi indonesiani generalmente sono relativamente brevi e scorrono dalle montagne dell'interno fino al mare. I fiumi Kapuas (lungo 1140 km), Barito (900 km) e Mahakam (980 km), del Kalimantan, sono tra i più lunghi, ma barre mobili di sabbia in prossimità delle lori foci riducono la loro importanza come vie di comunicazione per grosse imbarcazioni. La Nuova Guinea occidentale, che riceve in gran parte forti precipitazioni, è drenata da un certo numero di grandi fiumi, tra cui il Baliem, il Mamberamo e il Digul.
A Sumatra è presente un certo numero di grossi laghi, dei quali il più famoso è il lago Toba, situato nel nord dell'isola a circa 900 m di altitudine, con una superficie di circa 1140 km². Anche Celebes ospita vari laghi, grandi e profondi, tra cui il lago Towuti e lago Matano nella parte meridionale dell'isola e il lago Poso nella parte centrale.
I mari che circondano l'Indonesia devono inoltre essere considerati come importanti soggetti idrologici che servono sia come canali di comunicazione che come barriere a protezione delle caratteristiche culturali e ambientali peculiari delle isole. I mari poco profondi che si estendono tra molte delle isole sono una fonte significativa di petrolio off-shore, gas naturale, minerali e cibo.

## Suoli

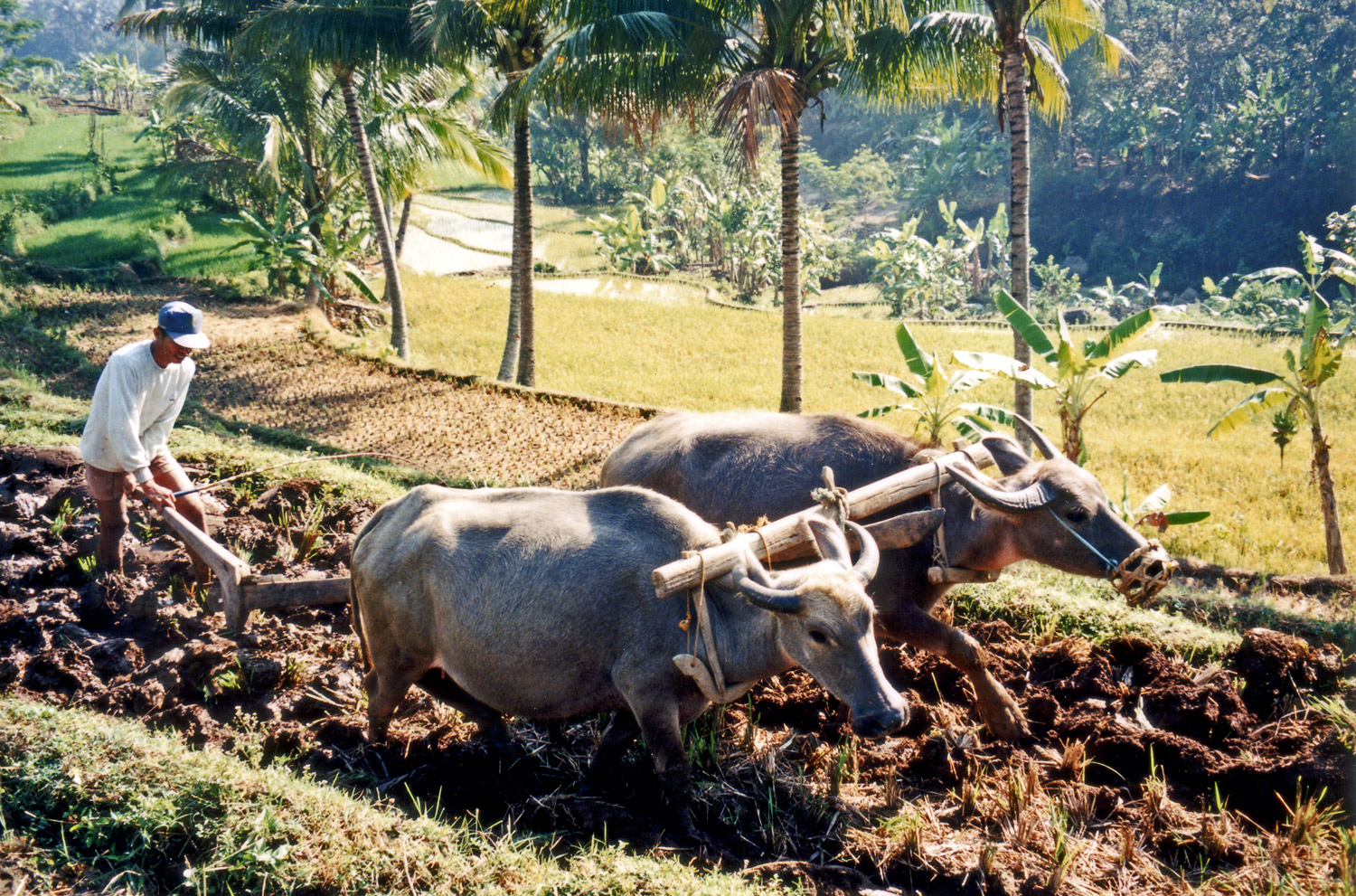
Risaie a Giava.

L'Indonesia illustra bene le relazioni tra clima e roccia madre nella formazione dei suoli. Le rocce di Giava sono principalmente vulcaniche andesitiche (rocce di colore grigio scuro costituite essenzialmente da minerali di oligoclasio o feldspato), mentre le rioliti (le corrispondenti effusive del granito) sono dominanti a Sumatra, i graniti nell'arcipelago delle Riau, i graniti e i sedimenti nel Kalimantan, e i sedimenti nella Nuova Guinea occidentale. I suoli derivati nelle regioni umide sono prevalentemente lateritici (contenenti ossidi di ferro e idrossido di alluminio) e hanno una fertilità variabile a seconda della roccia madre; essi includono suoli di margalite nero opachi o grigio-neri e suoli calcarei. Suoli neri si trovano nelle regioni dove vi è una stagione secca distinta.
Tra i suoli più fertili vi sono gli andosuoli, che si sviluppano sui sedimenti vulcanici andesitici della costa nord-orientale di Sumatra. Suoli altamente fertili, anch'essi derivati o arricchiti da materiali vulcanici andesitici basici, si incontrano pure a Giava e a Celebes. La preziosa cenere vulcanica viene trasportata dai venti e depositata sotto forma di uno strato di materiale inorganico fresco ed omogeneo su vaste aree; essa viene anche trasportata come materiale in sospensione in torrenti e canali di irrigazione. I minerali lisciviati dal suolo vengono rimpiazzati dai depositi alluvionali trasportati dai fiumi, come in alcune parti del Kalimantan, o da quelli che si depositano nelle acque chiuse o sulle terrazze coltivate a risaia.
In generale, le alte temperature perenni e le forti precipitazioni che cadono su gran parte dell'Indonesia hanno provocato una rapida erosione e una profonda alterazione chimica e lisciviazione, che di solito causano impoverimento del suolo. Nelle aree ricoperte da foreste pluviali tropicali, come nel Kalimantan, i suoli sono protetti dal ciclo della foresta; quando le piante muoiono, esse si decompongono rapidamente, rilasciando nutrienti che vengono riassorbiti dalla nuova vegetazione in crescita. Sebbene suoli come questi possano sostenere una vegetazione lussureggiante, non possono supportare una numerosa popolazione agricola, poiché la deforestazione interrompe il ciclo e può portare ad un accelerato deterioramento del suolo.

## Clima

Carta climatica dell'Indonesia.

Il clima dell'Indonesia è determinato in parte dalla sua struttura insulare e dalla sua posizione a cavallo dell'Equatore, che garantisce alte temperature. Inoltre, la sua posizione tra le due masse continentali dell'Asia e dell'Australia espone il paese all'andamento stagionale delle precipitazioni portate dai venti monsonici.
La variazione regionale delle temperature è dovuta più all'altitudine che alla latitudine. Le temperature sono più elevate lungo la costa, dove le medie annue sono costituite da valori compresi tra i 20 e i 30 °C. Le regioni al di sopra dei 600 m sono significativamente più fresche, ma solamente i monti Maoke del Papua sono alti abbastanza da ricevere la neve. A Giacarta l'escursione diurna è cinque volte maggiore di quella annua in gennaio e luglio; in una giornata eccezionalmente calda la temperatura può raggiungere quasi i 38 °C, mentre in una giornata particolarmente fresca il termometro può scendere fino a circa 18 °C.
L'andamento delle precipitazioni varia maggiormente sia per entità che per distribuzione. La maggior parte dell'Indonesia riceve intense precipitazioni in ogni periodo dell'anno, in special modo tra dicembre e marzo. Man mano che dalle regioni centrali di Giava ci spostiamo ad est, verso l'Australia, tuttavia, la stagione secca (da giugno ad ottobre) si fa via via più pronunciata; le isole di Timor e Sumba, durante questi mesi, ricevono meno pioggia. I valori di piovosità maggiori si riscontrano sulle regioni montuose di Sumatra, Kalimantan, Celebes e della Nuova Guinea occidentale, dove le precipitazioni annue superano i 3000 mm. Il resto di Kalimantan, di Sumatra e della Nuova Guinea occidentale, le regioni occidentali e centrali di Giava, e gran parte di Celebes e delle Molucche ricevono in media almeno 2000 mm di pioggia ogni anno. Le regioni orientali di Giava, Bali, le regioni meridionali e centrali di Celebes, e Timor ne ricevono in genere tra i 1500 e i 2000 mm, mentre le Piccole Isole della Sonda più vicine all'Australia solamente tra i 1000 e i 1500 mm.
I valori massimi giornalieri delle precipitazioni possono essere estremamente elevati, e un certo numero di stazioni ha rivelato valori compresi tra i 500 e i 700 mm. Le variazioni locali, dovute in gran parte alle caratteristiche geografiche, sono cospicue. Per esempio, Giacarta, che è sul livello del mare, ha una piovosità media annua di 1750 mm, mentre solamente 50 km a sud, a 240 m di altitudine, a Bogor sono stati registrati valori record prossimi ai 4300 mm.
Le variazioni stagionali sono provocate dagli spostamenti delle masse di aria monsonica asiatica e dalla convergenza di masse di aria tropicali sia a nord che a sud dell'Equatore lungo un fronte intertropicale di bassa pressione. Il modello dei monsoni in una data parte dell'arcipelago dipende dal fatto se sia situata a nord o a sud dell'Equatore, in prossimità dell'Australia o del continente asiatico, e dalla posizione del fronte intertropicale. Durante dicembre, gennaio e febbraio, il monsone occidentale proveniente dal continente asiatico apporta forti piogge sulle regioni meridionali di Sumatra, a Giava e sulle Piccole Isole della Sonda. In giugno, luglio e agosto, queste aree sono interessate dal monsone orientale, che trasporta con sé aria secca dall'Australia. Solamente le Piccole Isole della Sonda e le regioni orientali di Giava sperimentano una stagione secca ben definita, la cui durata cresce sempre più man mano che ci si avvicina all'Australia. Nel momento in cui il monsone orientale ha attraversato l'Equatore - divenendo il monsone di sud-ovest dell'emisfero boreale -, i suoi venti sono divenuti umidi e costituiscono una fonte di pioggia. Sumatra e il Kalimantan, che sono situati nei pressi dell'Equatore e lontani dall'Australia, non hanno nessuna stagione secca, anche se le precipitazioni tendono ad essere leggermente più scarse durante luglio e agosto. Tremendi cicloni e tifoni, che normalmente si verificano a latitudini più elevate, sono assenti in Indonesia, ma i temporali pomeridiani sono comuni.

## Flora e fauna

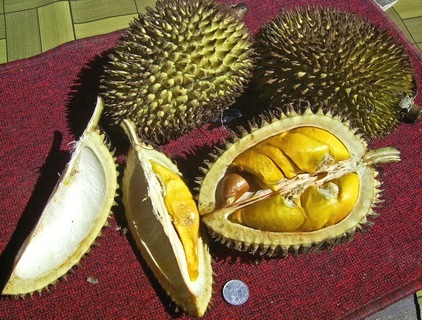
I frutti del durian.

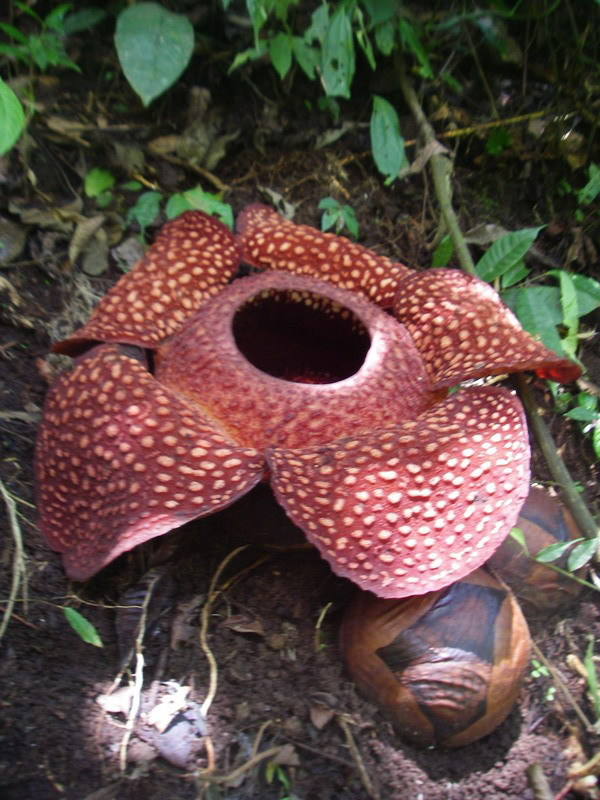
Rafflesia arnoldii.

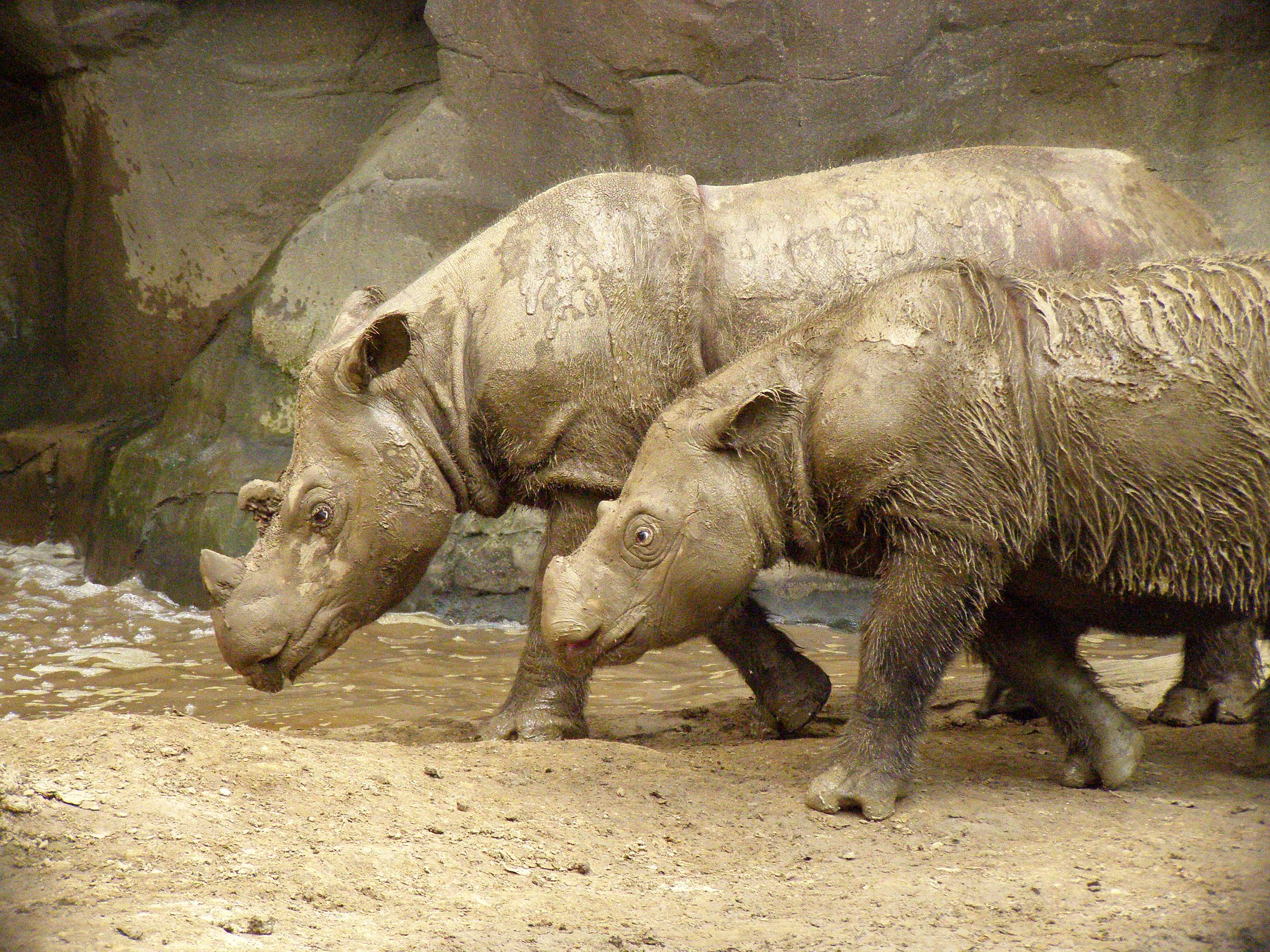
Rinoceronti di Sumatra.

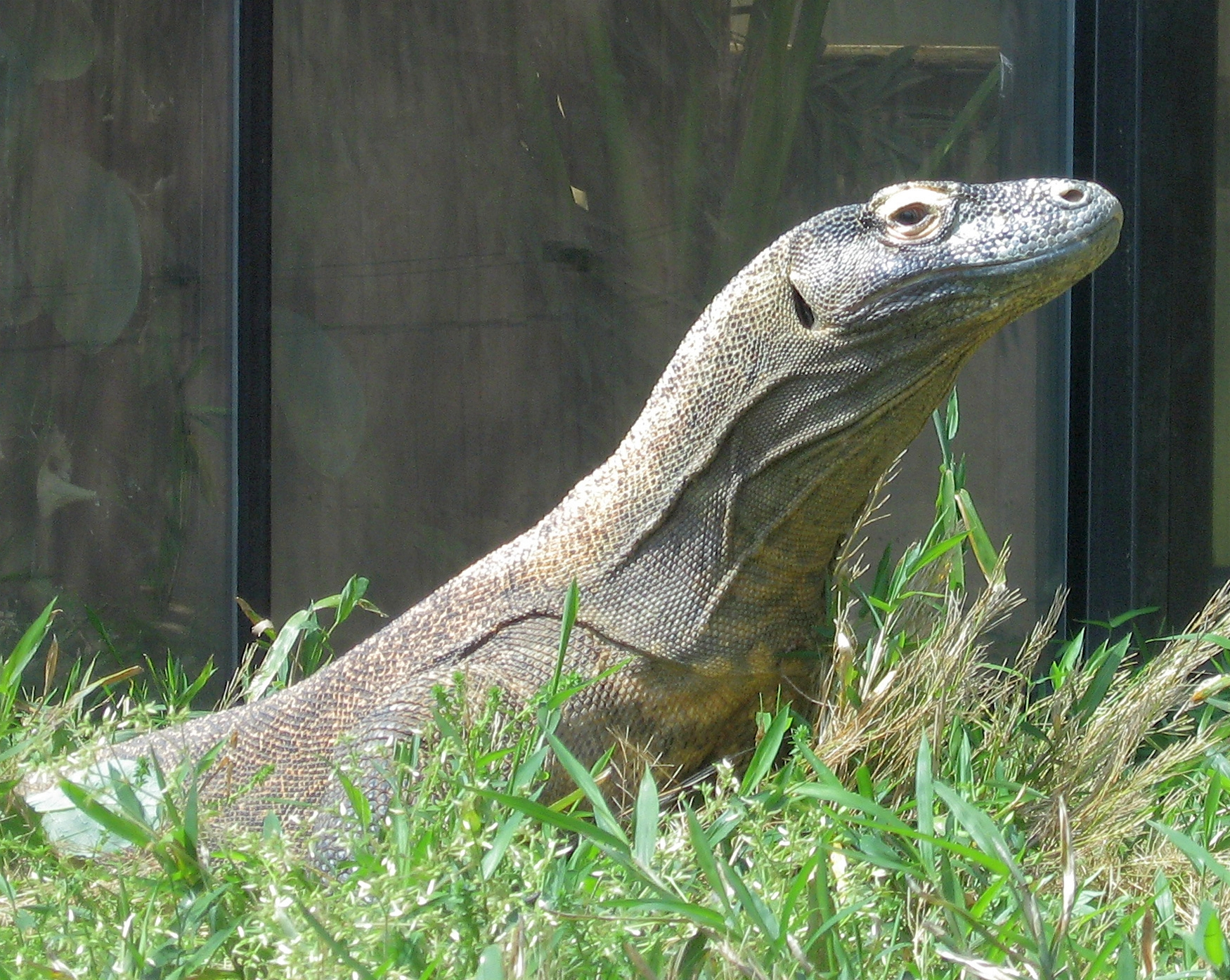
Il varano di Komodo.

La vegetazione dell'Indonesia è simile a quella delle Filippine, della Malaysia e della Papua Nuova Guinea, malgrado la separazione della linea di Wallace che separa nettamente la fauna ma anche la vegetazione: gli eucalipti ad esempio non crescono ad ovest. Vi sono circa 40.000 specie di angiosperme, tra cui 5000 specie di orchidee, nonché la Rafflesia arnoldii (famiglia Rafflesiaceae), il fiore più grande del mondo. Vi sono più di 3000 specie di alberi, compresi il durian, dai grandi frutti spinosi e maleodoranti seppur commestibili; il sandalo; la Shorea macrophylla, che produce le noci di illipé, un frutto che contiene una sostanza grassa simile al burro di cacao; e varietà dal legno pregiato quali il teak e il legno-ferro. Il rattan rampicante (Flagellaria indica) è numeroso nelle foreste dell'Indonesia. Migliaia di specie di piante vengono sfruttate per scopi economici, sia direttamente che indirettamente.
Il tipo di associazione vegetale più importante è costituito dalla foresta pluviale tropicale mista di pianura e collina, che si incontra al di sotto dei 1500 m. È caratterizzata da un gran numero di specie, tra cui alberi molto alti e muniti di contrafforti e spesse liane (piante rampicanti) legnose. Epifite (piante che ricavano il nutrimento dall'aria e solitamente vivono su altre piante) quali orchidee e felci, saprofite (piante che vivono su materiale morto o in decomposizione) e parassite sono ben rappresentate. Al di sopra dei 1500 m questa foresta cede il passo a foreste temperate di altitudine dominate da specie di quercia, alloro, tè e magnolia. Un altro tipico protagonista della vegetazione indonesiana è la foresta di mangrovie, caratterizzata dalla formazione di alberi dalle radici a trampolo o a puntello, che si sviluppa unicamente in acque salate o salmastre lungo coste fangose. Le paludi di mangrovie sono particolarmente sviluppate lungo i mari poco profondi della regione orientale di Sumatra, del Kalimantan meridionale e del settore sud-orientale della Nuova Guinea occidentale.
L'Indonesia è situata nella zona di transizione tra due delle maggiori regioni faunistiche del mondo: quella orientale dell'Asia a ovest e quella australiana di Australia e Nuova Guinea a est. Il confine tra questi domini, chiamato linea di Wallace, passa tra Borneo e Celebes a nord e tra Bali e Lombok a sud. La Wallacea caratterizza la zona orientale. A ovest, la comunità faunistica asiatica comprende mammiferi quali rinoceronti, oranghi, tapiri, tigri ed elefanti. Tra gli animali imparentati con la fauna australiana figurano uccelli come cacatua, uccelli giardinieri e uccelli del paradiso, nonché marsupiali come bandicoot (piccoli mammiferi marsupiali erbivori ed insettivori) e cuschi (marsupiali arboricoli dal pelo lanoso dai colori brillanti).
Molte isole ospitano specie endemiche. Tra queste figurano uccelli come il pavone di Giava e il drongo di Sumatra. Una particolare capra di montagna, il sirau di Sumatra (Capricornis sumatraensis), vive sulle impervie pendici dei monti Barisan a Sumatra. Una specie unica, la nasica o scimmia dalla proboscide, è endemica del Borneo, e il babirussa (un grosso suino selvatico) e il tamarù (un piccolo bovino selvatico con corna quasi diritte) sono diffusi solamente a Celebes. Una lucertola gigante - il preistorico varano di Komodo, che può raggiungere i 3,7 m di lunghezza - vive su due piccole isole, Rinca e Komodo, tra Sumbawa e Flores.
Alcune di queste specie endemiche sono divenute straordinariamente rare. La maggior parte dei rinoceronti di Giava a un solo corno rimasti, per esempio, è ora relegata nel parco nazionale di Ujung Kulon sulla punta occidentale di Giava. Questa specie quasi estinta è una delle forme di vita selvatica più protette del mondo. Altre specie parimenti minacciate sono gli oranghi, originari del Borneo e di Sumatra. Sono stati istituiti diversi centri di riabilitazione e programmi di conservazione per gli oranghi, nel tentativo di impedire la cattura e lo sterminio di questi animali e di addestrare quelli che sono stati tenuti prigionieri a tornare a vivere di nuovo in natura.
Nel cuore del Triangolo dei coralli, le isole Raja Ampat, alla confluenza dei due oceani, possiedono probabilmente la più grande biodiversità della vita marina al mondo e sono candidate alla lista dei patrimoni dell'umanità.
L'Indonesia possiede una vasta e diversificata gamma di insetti, tra i quali molte specie insolite. Fra questi ricordiamo gli insetti stecco giganti che possono raggiungere i 20 cm di lunghezza, gli insetti foglia, enormi scarabei rinoceronte, eleganti falene luna, e bellissime farfalle ornitottere e coda di rondine.
Nelle acque interne dell'Indonesia si trovano migliaia di specie di pesci, centinaia delle quali endemiche della regione. Molti pesci d'acqua dolce e marini vengono sfruttati a scopo alimentare, mentre molti altri, come i piccoli gurami, i barbi e i pesci pagliaccio, vengono venduti come specie ornamentali. L'insolito pesce civetta, dalle pinne pettorali straordinariamente sviluppate, è comune al largo delle coste di Sulawesi.